# Boufféré
Boufféré je francouzská obec v departementu Vendée v Pays de la Loire.